# Jewgienij Makiejew
Jewgienij Władimirowicz Makiejew (ros. Евгений Владимирович Макеев, ur. 24 lipca 1989 w Czerepowcu) – piłkarz rosyjski grający na pozycji bocznego obrońcy lub pomocnika. Od 2018 roku jest piłkarzem klubu PFK Soczi.

## Kariera klubowa
Karierę piłkarską Makiejew rozpoczął w klubie Sewerstal Czerepowiec, przemianowanym później na Szeksna Czerepowiec. W sezonie 2006 roku zadebiutował w nim we Wtoroj diwizion (II. poziom rozgrywek). W Szeksnie występował do połowy 2007 roku.
W 2007 roku Makiejew przeszedł do Spartaka Moskwa. W 2007 i 2008 roku występował w czwartoligowych rezerwach tego klubu. W 2009 roku został przesunięty do pierwszego zespołu. W Priemjer-Lidze zadebiutował 15 marca 2009 roku w zremisowanym 1:1 domowym meczu z Zenitem Petersburg. Z kolei 11 maja 2009 w spotkaniu z Saturnem Ramienskoje (4:0) strzelił swojego pierwszego gola w lidze Rosji. W 2009 roku wywalczył ze Spartakiem wicemistrzostwo Rosji. Z kolei w sezonie 2016/2017 wywalczył z nim mistrzostwo kraju.
W 2017 roku Makiejew przeszedł do FK Rostów. Zadebiutował w nim 24 września 2017 w przegranym 0:1 domowym meczu z Lokomotiwem Moskwa. W Rostowie spędził rok.
| Sezon   | Klub                | Kraj  | Rozgrywki       | Mecze | Bramki |
| ------- | ------------------- | ----- | --------------- | ----- | ------ |
| 2006    | Szeksna Czerepowiec | Rosja | Wtoroj diwizion | 28    | 1      |
| 2007    | Szeksna Czerepowiec | Rosja | Wtoroj diwizion | 14    | 1      |
| 2007    | Spartak-2 Moskwa    | Rosja | IV. liga        | 6     | 0      |
| 2008    | Spartak-2 Moskwa    | Rosja | IV. liga        | 27    | 2      |
| 2009    | Spartak Moskwa      | Rosja | Priemjer-Liga   | 20    | 2      |
| 2010    | Spartak Moskwa      | Rosja | Priemjer-Liga   | 22    | 0      |
| 2011/12 | Spartak Moskwa      | Rosja | Priemjer-Liga   | 35    | 1      |
| 2012/13 | Spartak Moskwa      | Rosja | Priemjer-Liga   | 22    | 0      |
| 2013/14 | Spartak Moskwa      | Rosja | Priemjer-Liga   | 24    | 0      |
| 2014/15 | Spartak Moskwa      | Rosja | Priemjer-Liga   | 25    | 0      |
| 2015/16 | Spartak Moskwa      | Rosja | Priemjer-Liga   | 15    | 0      |
| 2016/17 | Spartak Moskwa      | Rosja | Priemjer-Liga   | 2     | 0      |
| 2017/18 | FK Rostów           | Rosja | Priemjer-Liga   | 16    | 0      |

## Kariera reprezentacyjna
W latach 2009–2010 Makiejew grał w reprezentacji Rosji U-21. W dorosłej reprezentacji zadebiutował 29 marca 2011 roku w zremisowanym 1:1 towarzyskim spotkaniu z Katarem.